# Hotel Nacional (Taiwán)
El Hotel Nacional (en chino: 全國大飯店) es un hotel en el Distrito Oeste, Taichung, en Taiwán. Es el primer hotel de Taichung de cinco estrellas, fundado en 1980, el centro de un famoso hotel, situado en la carretera Chungkang, con la carretera Luyuan, el Museo Nacional de Ciencias Naturales de Taichung y la tienda SOGO. Actualmente es propiedad del grupo Qin Mei. El Hotel Nacional tiene 306 habitaciones, cinco restaurantes chinos y occidentales y lugares de banquetes, y 400 plazas de estacionamiento.